# Rävelstaätten
Rävelstaätten är ett nutida konventionellt namn på en svensk medeltida frälseätt som fått sitt namn från godset Rävelsta i dåvarande Simtuna härad, idag Revelsta i Altuna socken i Enköpings kommun sydvästra Uppland. Ätten utdog innan Sveriges Riddarhus grundades 1625, varför den aldrig introducerades där som adelsätt. Vapenbilden för denna ätt är okänd.

## Historia
Rävelstaätten leder sitt ursprung till sätesgården Rävelsta vilken av Ragvald Jonsson (Peter Finvidssons ätt) med hustrun Elena Olofsdotter den 26 mars 1346 säljs till Rävelstaätten stamfader Nils Jonsson (Rävelstaätten). Rävelsta ägdes av Nils Jonsson fram till 1352 och därefter av hans son Magnus. 12 februari 1357, kort tid efter sitt giftermål, förefaller Magnus Nilsson ha överfallit Magnus ”Lagabit” (i Fröslunda) som var på väg hem, från Altuna kyrka. Magnus skall dock ha haft ett skyddsbrev utfärdat av kung Magnus Eriksson. Försoning nåddes genom att kungen övertog gården Kaby i Simtuna Vid räfsetinget 1385 vilket hölls av Upplands lagman Karl Ulfsson, framkom vittnesmål att kungen utfärdat skyddsbrevet först efter misshandeln, och att kungen velat komma åt Kaby genom att betala Magnus ”Lagabit” för målsäganderätten, med Harald Olofsson i Hjulsta (Hjulstaätten) som mellanhand.
Tre år efteråt, den 16 januari 1360 hade Magnus Nilsson avlidit. Den 25 januari 1360 befaller kungen att Magnus Nilssons arvingar överlämnar 5 ½ markland jord (i Kaby i Simtuna socken) till Trotte Pedersson (Eka).
Gården Rävelsta ärvdes därefter av Magnus Nilssons syster Kristina Nilsdotter, gift med Holmger Karlsson (Ulv), och tillföll därefter deras dotter Katarina Holgersdotter, gift med riddaren Sten Bengtsson (Bielke), varefter gården ärvdes inom ätterna Bielke, Rålamb, Benzelstierna och von Engeström

## Släkttavla
1. Nils Jonsson (död efter 1351-03-195 men troligen före 1352-02-20) ägde Rävelsta 1346-1352, och var gift före 1344-06-30 med en till namnet okänd dotter till Magnus Marinason (Magnus Marinasons ätt) och Kristina Birgersdotter (Hjorthorn, Birger Håkanssons ätt).[7]
  1. Magnus Nilsson (död efter 1357-02-12 men före 1360-01-16) ägde Rävelsta 1356-1357.[7] Gift 1356 med Ingeborg Ulfsdotter (Ulv).[2] Efter Magnus död gifte om sig med Harald Kase.
  2. Kristina Nilsdotter (död före 1383). Ärvde Revelsta efter brodern Magnus Nilssons död. Gift före 1356-03-13 med Holmger Karlsson (Ulv). Deras dotter Katarina Holmgersdotter (död efter 1390) var gift med Sten Bengtsson (Bielke).[7]